# Strateris
Strateris (Limburgs: Straoteris) is een buurtschap in de gemeente Nederweert in de Nederlandse provincie Limburg.
De buurtschap ligt aan de straat Strateris, die vanuit het dorp Nederweert door het buitengebied ten noorden van het dorp loopt.
Oorspronkelijk lag deze buurtschap vrij in het buitengebied. Door nieuwbouw vanaf de jaren 80 van de twintigste eeuw is een deel van Strateris binnen de bebouwde kom van Nederweert komen te liggen.

## Etymologie
De naam Strateris is een verbastering van Straterhuijs, wat de naam van een nabijgelegen huis moet zijn geweest. Tot in de negentiende eeuw stond het toen nog open veld tussen de huidige Bredeweg en Strateris bekend onder de naam Straterhuisveld. Op de omstreeks 1840 vervaardigde Topographische en Militaire Kaart van het Koninkrijk der Nederlanden werd de buurtschap nog afgebeeld onder de naam Straeterhuis. In 1866 werd op een gemeentekaart van Nederweert uit de Gemeente-atlas van Nederland de buurtschap al aangeduid met de naam Strateris.

## Geschiedenis

### Ontstaan van de buurtschap
Het dorp Nederweert is ontstaan op een hoger gelegen dekzandrug te midden van een uitgestrekt moerassig gebied. De buurtschap Strateris lag op de overgang van de cultuurgronden naar de gemeenschappelijke heidegronden, die met "gemeynt" werden aangeduid. Tegen het einde van de zestiende eeuw nam de bevolking toe. Men was genoodzaakt meer gronden geschikt te maken voor landbouw en veeteelt. Een deel van de heidegronden ten noorden van Strateris werden ontgonnen. Het nieuwe agrarische gebied kenmerkte zich door kleine, onregelmatige, vierhoekige percelen, die van elkaar werden gescheiden door houtwallen en heggen. In het Nederweerter dialect werd dit het hooves gebied genoemd. Door schaalvergroting en ruilverkaveling in de twintigste eeuw verdwenen deze oude landschapselementen.
Bij een volkstelling in november 1849 bleek Strateris te bestaan uit 31 bewoonde huizen en één onbewoond huis. Er woonden toen in totaal 166 inwoners in de buurtschap. Alle inwoners waren lid van de Rooms-Katholieke Kerk.

### Zuivelfabriek 'De Ster'
Eind negentiende eeuw waren de lokale boeren genoodzaakt enkele hervormingen door te voeren, onder druk van buitenlandse concurrentie. De bewoners van de buurtschappen Strateris, Bosserstraat, Bloemerstraat en Herstraat besloten in 1894 gezamenlijk een zuivelcoöperatie op te richten. Er werd een kleine zuivelfabriek genaamd 'De Ster' ingericht, waar met behulp van handwerk kwalitatief betere boter kon worden geproduceerd. De fabriek was gelegen aan de Strateris, nabij de kruising met de Hoebenstraat. Vanwege verdere schaalvergroting en de opkomst van met stoommachines uitgeruste zuivelfabrieken werd "De Ster" vóór 1908 alweer opgeheven. Het gebouwtje waarin de fabriek gevestigd was is nog altijd aanwezig.

### Tweede Wereldoorlog
Na ruim vier jaar Duitse bezetting arriveerden op donderdag 21 september 1944 de eerste Engelse troepen bij Nederweert. De Engelse pantserwagens kwamen vanuit Maarheeze en probeerden via Strateris het dorp binnen te komen. Er bevonden zich echter ook nog Duitse soldaten in het dorp. Rond vijf uur 's middags wist de Duitse dorpscommandant, die zich verscholen had achter de heg van het huidige pand Strateris 11, een passerende Engelse pantserwagen uit te schakelen door middel van een Panzerfaust. Het voertuig brandde geheel uit en één Engelse soldaat raakte zwaargewond. In de nacht werden er ook nog af en toe schoten uitgewisseld. Uiteindelijk ontruimden de Duitsers in de ochtend van 22 september het dorp en was Nederweert bevrijd.

### Naoorlogse bevolkingsgroei
In 1947 was de bevolking van Strateris toegenomen tot 269 personen.
Vanaf de jaren 80 van de twintigste eeuw vond er veel nieuwbouw plaats aan de noordzijde van Nederweert, waardoor een deel van Strateris binnen de bebouwde kom van het dorp kwam te liggen. In 2003 werd aan de westzijde van de buurtschap begonnen met de bouw van de nieuwbouwwijk Kerneelhoven. In 2011 volgde aan de oostzijde de nieuwbouwwijk Hoebenakker.